# 마놀레테
마누엘 라우레아노 로드리게스 산체스(스페인어: Manuel Laureano Rodríguez Sánchez, 1917년 7월 4일 ~ 1947년 8월 29일), 예명인 마놀레테(Manolete)로 잘 알려진 스페인의 투우사이다.
1947년 8월 29일, 투우 이슬레로에 의해 사망하였다.